# Boštjan Cesar

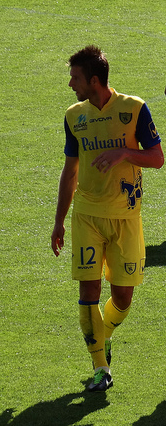
Boštjan Cesar v r. 2013

Boštjan Cesar (* 9. července 1982, Lublaň, SFR Jugoslávie) je slovinský fotbalový obránce a reprezentant, který působí v klubu AC ChievoVerona.
Je rekordmanem v počtu odehraných zápasů za slovinský národní tým (celkem 85 ke 4. říjnu 2015). V roce 2011 poprvé převzal ve slovinském národním týmu kapitánskou pásku.

## Klubová kariéra
- NK Olimpija Ljubljana (mládežnické týmy)
- Dinamo Záhřeb (mládežnické týmy)
- Dinamo Záhřeb 2000–2005
- NK Croatia Sesvete (host.) 2001
- NK Olimpija Lublaň (host.) 2005
- Olympique de Marseille 2005–2009
- West Bromwich Albion FC (host.) 2007–2008
- Grenoble Foot 38 2009–2010
- AC ChievoVerona 2010–2020[3]

## Reprezentační kariéra
Boštjan Cesar byl členem slovinské mládežnické reprezentace U21.
V A-mužstvu Slovinska debutoval 12. 2. 2003 v přátelském zápase ve městě Nova Gorica proti týmu Švýcarska (prohra 0:5).
Zúčastnil se Mistrovství světa 2010 v Jihoafrické republice, kde Slovinci obsadili se čtyřmi body nepostupovou třetí příčku základní skupiny C. Cesar nastoupil ve všech třech zápasech skupiny (postupně proti Alžírsku, USA a Anglii).